# Ibe Dahlquist
Inga-Britt "Ibe" Dahlquist, född 1924, död 1996, var en svensk silversmed.
Dahlquist studerade vid Konstfackskolan i Stockholm 1955 och drev från 1956 en verkstad i Visby tillsammans med silversmeden Olof Barve. Hon gjorde halssmycken och ringar i en naturalistisk stil, ofta med fågelmotiv. Dahlquist är representerad vid bland annat Nationalmuseum och The Goldsmiths Hall i London.